# ᵼ
Cette page contient des caractères spéciaux ou non latins. S’ils s’affichent mal (▯, ?, etc.), consultez la page d’aide Unicode.
La lettre ᵼ (minuscule sans forme majuscule), appelée iota barré, est une lettre additionnelle de l’alphabet latin utilisée comme symbole dans plusieurs systèmes de transcription phonétique.

## Utilisation
Le iota barré ‹ ᵼ › est utilisé pour représenter une voyelle pré-fermée centrale non arrondie, notamment dans quelques descriptions du russe,. Le iota ayant été une variante de la petite capitale dans l’alphabet phonétique international jusqu’en 1989, cette voyelle est aujourd’hui représentée par ‹ ɪ̈ › ou ‹ ɨ̞ ›, ou encore de manière non standard, par la petite capitale i barré ‹ ᵻ ›. De manière similaire l’oméga fermé barré ‹ ɷ › a été utilisé pour une voyelle pré-fermée centrale arrondie [ʊ̈].

## Représentation informatique
Cette lettre possède la représentation Unicode (Extensions phonétiques) suivante :
| formes    | représentations | chaînes de caractères | points de code | descriptions                       |
| --------- | --------------- | --------------------- | -------------- | ---------------------------------- |
| minuscule | ᵼ               | ᵼ                     | U+1D7C         | lettre minuscule latine iota barré |